# Tereza Kerndlová
Tereza Kerndlová (Brno, 6 oktober 1986) is een Tsjechische zangeres.

## Carrière
In haar thuisland verwierf ze vanaf 2001 bekendheid als lid van de groep Black Milk. Nadat deze groep in 2005 uiteen was gevallen, begon Kerndlová een solocarrière en bracht ze onder andere het album Orchidej uit.
In 2008 won Kerndlová de Tsjechische voorronde voor het Eurovisiesongfestival met het door Gordon Pogoda en Stano Simor geschreven Have some fun. Met dit liedje vertegenwoordigde zij Tsjechië op het songfestival van dat jaar in Belgrado. De Tsjechen, die in 2007 een uiterst slecht debuut maakten op het songfestival door met slechts één schamel puntje op de laatste plaats te eindigen, waren gebrand op een goed resultaat, maar Kerndlová kreeg slechts negen punten en strandde op de voorlaatste plaats. Na deze teleurstellende prestatie gingen er in Tsjechië stemmen op om in het vervolg af te zien van deelname aan het songfestival.

## Discografie

### Studioalbums
- 2006 - Orchidej
- 2007 - Have Some Fun
- 2008 - Retro
- 2011 - Schody do nebe

### Dvd
- 2009 - 50 minut pro tebe